# Milichus incisiceps
Milichus incisiceps är en skalbaggsart som beskrevs av Emile Janssens 1954. Milichus incisiceps ingår i släktet Milichus och familjen bladhorningar. Inga underarter finns listade i Catalogue of Life.